# Geomdan Oryu (métro d'Incheon)
Geomdan Oryu (hangeul : 검단오류 ; hanja : 黔丹梧柳) est la station terminus nord de la Ligne 2 du métro d'Incheon. Elle est située au 450-4 Oryu-dong, arrondissement Seo-gu de la ville d'Incheon, à l'ouest de Séoul, en Corée du Sud.
Ouverte en 2016, la station est desservie par les rames qui circulent sur la ligne 2 du métro d'Incheon qui fait partie du régime tarifaire du réseau du métro de Séoul.

## Situation sur le réseau

Plan du réseau (2023)

La station établie en aérien Geomdan Oryu est la station terminus nord de la Ligne 2 du métro d'Incheon, elle est située avant la station Wanggil, en direction du terminus sud-est Unyeon.

## Histoire
La station Geomdan Oryu, terminus nord, est mise en service le 30 juillet 2016, lors de l'ouverture à l'exploitation de 29,3 km, comportant 27 stations, jusqu'à la station terminus sud Unyeon,,.

## Services aux voyageurs

### Desserte
Geomdan Oryu est desservie par les rames omnibus qui circulent sur la ligne.

Installations
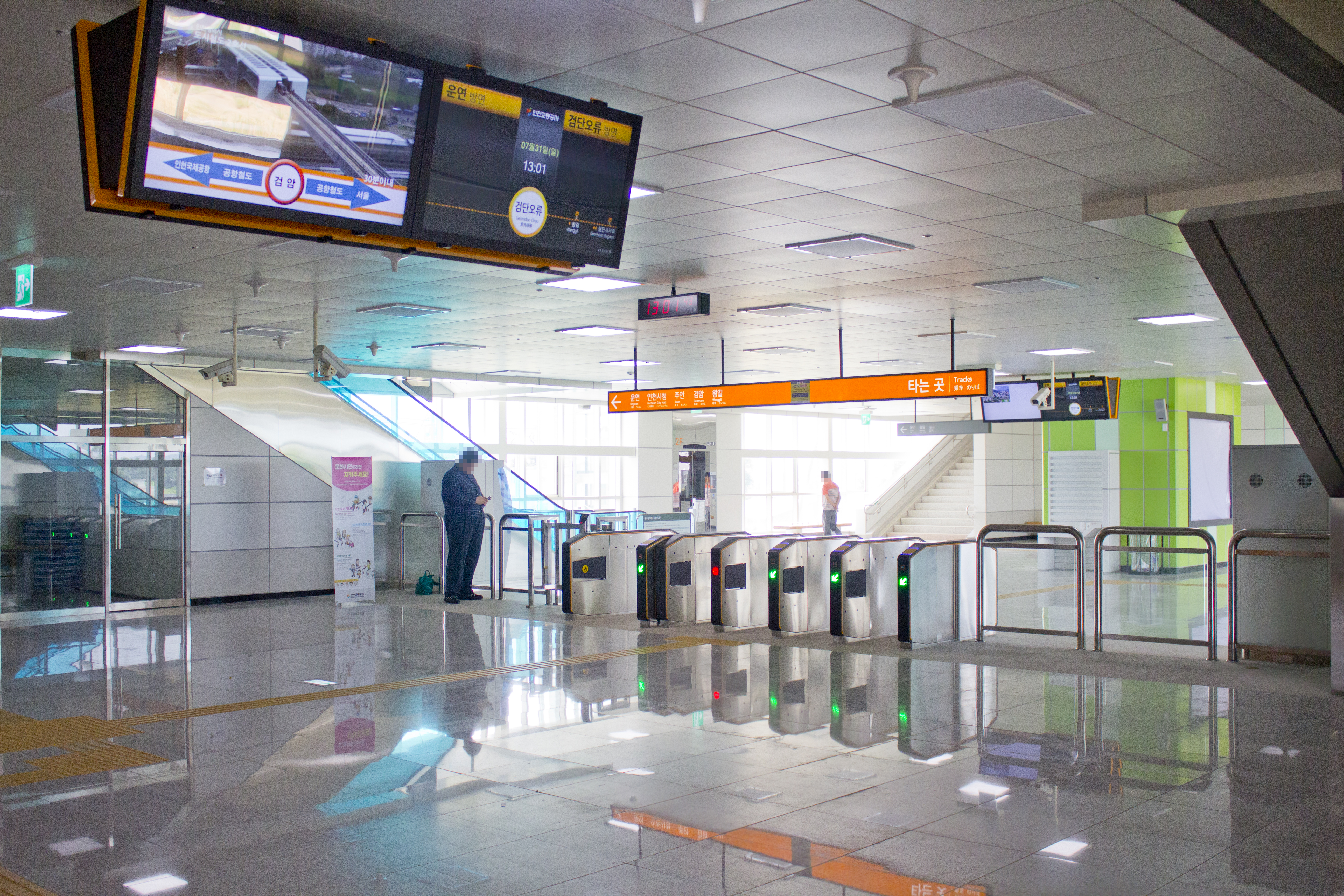
En 2016.
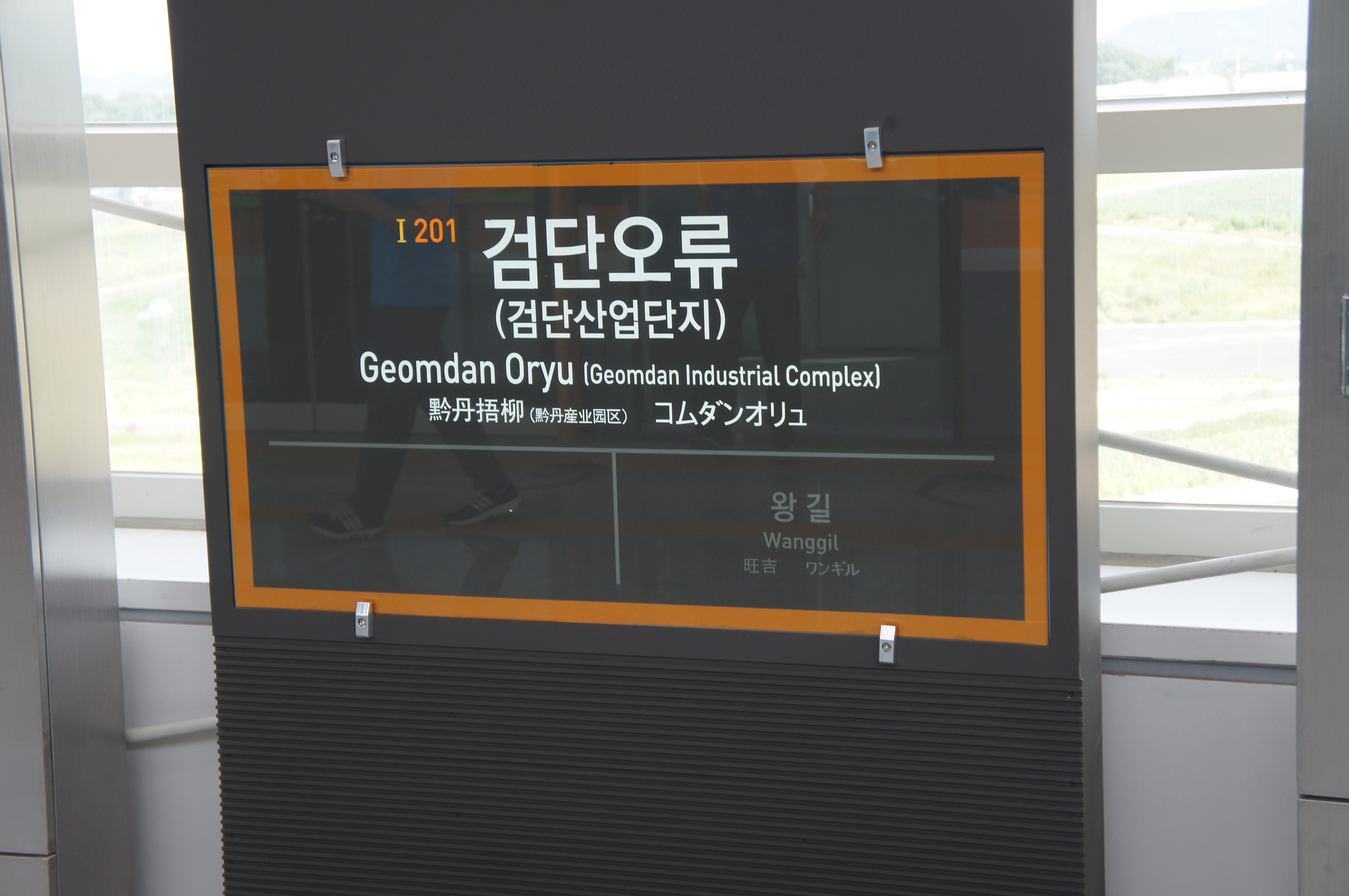
En 2016.
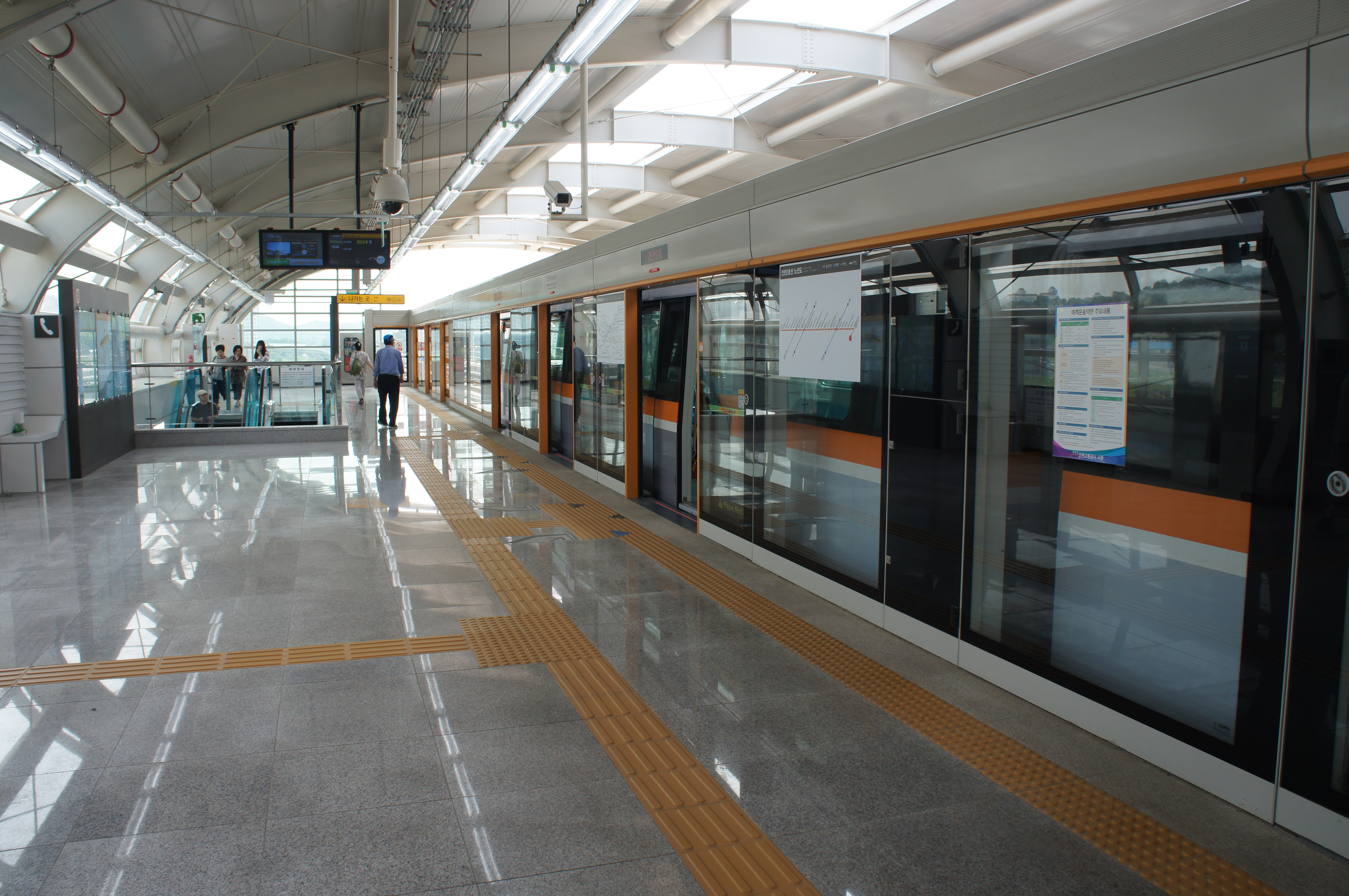
En 2016.